# Acalyptomerus herbertfranzi
Acalyptomerus herbertfranzi là một loài bọ cánh cứng trong họ Clambidae. Loài này được Endrody-Younga miêu tả khoa học đầu tiên năm 1998.